# Mura (Dráva)
A Mura (németül: Mur, vendül: Müra vagy Möra, horvátul: és szlovénül: Mura) közép-európai folyó, a Dráva leghosszabb mellékfolyója, amelyen négy ország (Ausztria, Szlovénia, Horvátország és Magyarország) osztozik.

## Nevének eredete
Római neve az 1–4. században Murus volt.  A Frank Birodalom idején a 9. században Marua néven szerepel. 

## Leírása
Az 1898 m magasan eredő Felső-Mura a Magas-Tauernban, Salzburg tartományban ered, majd Stájerországban egy éles kanyarral délre, a szlovén határ felé veszi az irányt. Itt kelet-délkeletnek fordul és Őrtilosnál ömlik a Drávába. Teljes hossza 454 km.
A Mura alsó folyása, az Alsó-Mura „megrögzött” határfolyó. Az utolsó 130 km-ből, mintegy 100 km hosszan képez államhatárt (kb. 35 km szlovén-osztrák határ, 20 km horvát-szlovén, és kb. 45 km magyar-horvát határ). Az Alsó-Mura-sík nevű dombvidéki medencén folyik keresztül, amely a Dráva-Mura-dombvidék részét képezi.
A Murán tavasszal és nyáron magas a vízállás, mivel az Alpokban ekkortájt olvad el a hó.
Jelentősebb mellékfolyói a Murica, Lendva balról, jobbról pedig a Ščavnica és a Trnava, melyet szabályozásakor a horvátok átirányítottak a Drávából a Murába.
A Mura két nagyobb tájegység nevét adta: a Muravidékét a mai Szlovéniában és a Muraközét a mai Horvátországban, a Dráva és a Mura között.
Jelentősebb városok a Mura mentén: Murau, Judenburg, Graz, Mureck, Gornja Radgona, Radenci és Muraszerdahely (Mursko Središće), vagy épp legnagyobb nevét viselő magyar település Murakeresztúr.
2023 augusztusában a folyó vízgyűjtőterületén jelentős mennyiségű csapadék esett. Az ezt követő árhullám Letenyénél 552 centiméterrel (augusztus 7.) tetőzött. Ez 2 centiméterrel volt kisebb a korábban mért legmagasabb vízszinttől.

## Történelmi és gazdasági szerepe
A folyó jellegzetessége az úszó vízimalom. Valaha 92 volt a folyón, mára csak néhány maradt belőlük. A magas tavaszi vízhozamot kihasználandó 31 vízerőmű épült rajta, ebből harminc Ausztriában, egy pedig Szlovéniában található.
Az 1980-as évek végéig az egyik legszennyezettebb folyó volt egész Európában. Főleg az osztrák részen szennyezték a papírgyárak és a nehézipar. A helyzet azóta sokat változott: a folyóba visszatért a pénzes pér, amely különösen érzékeny a környezeti viszonyokra.